# Disolvente inorgánico no acuoso
Un disolvente inorgánico no acuoso es un disolvente distinto del agua, es decir, no un compuesto orgánico. Estos disolventes se utilizan en la investigación y la industria química para reacciones que no pueden ocurrir en disoluciones acuosas o requieren un entorno especial. Los disolventes inorgánicos no acuosos se pueden clasificar en dos grupos, disolventes próticos y disolventes apróticos. Los primeros estudios sobre disolventes inorgánicos no acuosos evaluaron amoníaco, fluoruro de hidrógeno, ácido sulfúrico, así como disolventes más especializados, hidracina y oxicloruro de selenio.

## Disolventes próticos inorgánicos no acuosos
Los miembros destacados incluyen amoníaco, fluoruro de hidrógeno, ácido sulfúrico y cianuro de hidrógeno. El amoníaco (y también varias aminas) son útiles para generar disoluciones de especies altamente reductoras porque el enlace N-H resiste la reducción. La química de electridos y álcalis se basa en disolventes de amina.
La combinación de HF y SbF5 es la base de una disolución superácida. Usando esta mezcla, se puede aislar el ácido conjugado del sulfuro de hidrógeno: 
H2S + HF + SbF5 → [H3S]SbF6

### Autoionización
El ácido limitante en un disolvente determinado es el ion solvonio, como el ion H3O+ (hidronio) en el agua. Un ácido que tiene más tendencia a donar un ion hidrógeno que el ácido limitante será un ácido fuerte en el disolvente considerado y existirá mayoritaria o totalmente en su forma disociada. Asimismo, la base limitante en un disolvente determinado es el ion solvato, como el ion OH - (hidróxido), en agua. Una base que tiene más afinidad por los protones que la base limitante no podría existir en una disolución, ya que reaccionaría con el disolvente.
Por ejemplo, el ácido limitante en el amoníaco líquido es el ion amonio, NH4+, que tiene un valor de pKa en agua de 9,25. La base limitante es el ion amida, NH2-, la cuales una base más fuerte que el ion hidróxido y, por lo tanto, no puede existir en una disolución acuosa. Se estima que el valor pKa del amoníaco es aproximadamente 34 ( cf. agua, 14 ).

## Disolventes no acuosos inorgánicos apróticos
Los miembros destacados incluyen dióxido de azufre, fluoruro de cloruro de sulfurilo, tetróxido de dinitrógeno, tricloruro de antimonio y trifluoruro de bromo. Estos disolventes han demostrado ser útiles para estudiar compuestos o iones altamente electrófilos o altamente oxidantes. Varios (SO2, SO2ClF, N2O4) son gases cercanos a la temperatura ambiente, por lo que se manipulan mediante técnicas de línea de vacío.
La generación de [IS7]+ y [BrS7] + son ilustrativas. Estas sales altamente electrófilas se preparan en disolución de SO2. La preparación de sales de [SBr3]+ también requiere un disolvente mixto compuesto de SO 2 y SO 2 FCl. El fluoruro de cloruro de sulfurilo se utiliza a menudo para la síntesis de compuestos de gases nobles.

### Autoionización
Muchos disolventes inorgánicos participan en reacciones de autoionización. En la definición de sistema disolvente de ácidos y bases, la autoionización de disolventes proporciona el equivalente a ácidos y bases. Autoionizaciones relevantes:
2BrF3  ⇌ BrF2+ + BrF4−
N2O4 ⇌ NO+ (nitrosonio) + NO3− (nitrato)
2SbCl3 ⇌ SbCl2+ + SbCl4−
2POCl3 ⇌ POCl2+ + POCl4−
Según la definición del sistema solvente, los ácidos son los compuestos que aumentan la concentración de los iones solvonio (positivos), y las bases son los compuestos que resultan en el aumento de los iones solvato (negativos), donde el solvonio y el solvato son los iones que se encuentran en el disolvente puro en equilibrio con sus moléculas neutras:
El disolvente SO2 es relativamente sencillo y no se autoioniza.